# Nitrato de amilo
El nitrato de amilo es un compuesto químico con la fórmula CH3(CH2)4ONO2. Esta molécula consiste de un grupo de 5 átomos de carbono unidos al nitrato del grupo funcional. Es el éster del alcohol amílico y ácido nítrico.  

## Aplicaciones
Los nitratos alquilo se emplean como reactivos en la síntesis orgánica. El nitrato de amilo se usa como aditivo en el combustible diesel, donde actúa como 'mejorador de encendido' mediante la aceleración de la ignición del combustible.[cita requerida]